# Тиберий Клавдий Нерон (легат 67 пр.н.е.)
Вижте пояснителната страница за други личности с името Тиберий Клавдий Нерон.
Тиберий Клавдий Нерон (на латински: Tiberius Claudius Nero) е политик и военен на Римската република през първата половина на 1 век пр.н.е.
Произлиза от фамилията Клавдии, клон Нерон. Баща му се казва Тиберий, а дядо му Апий.
Около 79 пр.н.е. служи като монетен майстор. През 67 пр.н.е. е легат при Помпей Велики и пази Гибралтарския проток от морските пирати. Става претор през 67 или 63 пр.н.е.
През 63 пр.н.е. пледира заговорниците на Катилина да стоят затворени, докато се разкрие целия заговор.